# Еднорог
Еднорогът е митично създание, на което се приписват красота и изключителни вълшебни качества. Най-често еднорогът е представен като бял кон със златист рог на челото. Обитава големи поляни.

## Характеристика
Еднорогът, наричан в Япония Кирин, а в Китай – ци-лин, е едно от най-красивите творения на човешката фантазия. Обикновено го описват като силен и грациозен бял кон с дълъг спираловиден рог на челото. Рогът притежава магически лечебни свойства. Той може да покаже дали във водата на кладенец или в друга течност има отрова и ако има, може да ги пречисти и да ги направи безопасни. Еднорозите в западните митове са буйни и необуздани. Залавянето им е невероятно трудно. Ръкописи от 12 век съветват ловците как да уловят еднорог: животното трябва да бъде омаяно от девствена девойка. Покорено от нея, то заспива с глава в скута ѝ. Това е удобният момент ловците да го проверявали дали храната и напитките, които им поднасят, не са отровени. Трябва да се поясни, че еднорогът не е пегас – еднорогът няма крила, а от рог.
Разкази на пътешественици, в които еднорозите са описани като диви магарета, големи колкото коне, дори още по-големи. Тялото им е бяло, главите – пурпурни, а очите – тъмносини. На челото си имат един рог, който е дълъг около половин метър. Ктезий нарекъл това създание Моноцерос, което означава един рог. Еднорозите почти винаги са с цветовете на дъгата.

## Килин (Ци-лин)
Китайският ци-лин се описва с тяло на елен, бича опашка и конски копита. Има къс рог на челото, който е от плът (за разлика от европейския еднорог е мек и не притежава чудодейни свойства), козината му е с пет цвята (цветовете на петте стихии или петте добродетели), коремът му е сивокафяв или жълт.
Вярва се, че ци-лин се ражда само тогава, когато в държавата управлява добър владетел или когато се ражда или умира велик мъдрец. Появата му предвещава раждането на такъв мъдрец или мъдър император. В китайското изкуство безсмъртните и мъдреците се изобразяват яздещи ци-лин, а изключително надарените деца се наричат "синове на ци-лин.
Вярва се, че ци-лин живее 1000 години. Той олицетворява абсолютното добро, духовното величие, плодовитостта и дълголетието. Рогът му е символ на благосклонността. Това същество е толкова кротко, че се движи изключително предпазливо, внимавайки да не настъпи някоя буболечка и се храни само с окапали листа. Японският му аналог – кирин – е още по-деликатен: той подскача от камък на камък, за да не мачка тревичките.

## Каркадан
Митично животно, известно от арабските приказки. Представлява огромно същество с рог на челото, чието любимо развлечение било да наниже на рога си един или два слона и да се разхожда с тях, докато те не станат скелети.